# Судан ТБ
Суданське телебачення (араб. تلفزيون السودان), якою керує Суданська національна телерадіомовна корпорація (SNBC) — арабомовна телевізійна мережа. Це національна мережа Судану, яка належить і управляється урядом. Sudan TV є однією з шести телевізійних мереж країни.
Суданське телебачення транслюється на двох каналах, а також доступне через супутник.

## Історія
У 1962 році Суданське телебачення розпочало мовлення у штаті Хартум. Сигнал був доступний у трьох муніципалітетах Великого Хартума, Омдурмана та Хартум-Бахрі. Через рік генерал Мохмаед Талат Фарид заснував станцію як національного мовника і підписав контракт із західнонімецькою телекомпанією на надання технічної підтримки, камер і диктофонів.
У 1970-х роках Суданське телебачення розширило діапазон свого мовлення, коли Генеральна компанія бездротових і дротових телекомунікацій побудувала супутникову станцію. У 1976 році Суданське телебачення почало мовлення в кольорі.